# Uda-Clocociov (gmina)
Uda-Clocociov – gmina w Rumunii, w okręgu Teleorman. Obejmuje miejscowości Uda-Clocociov i Uda-Paciurea. W 2011 roku liczyła 1582 mieszkańców. 